# Antar (entreprise)
Pour les articles homonymes, voir Antar.
Antar est une ancienne entreprise française de pétrochimie en activité de 1927 à 2005.

## Historique

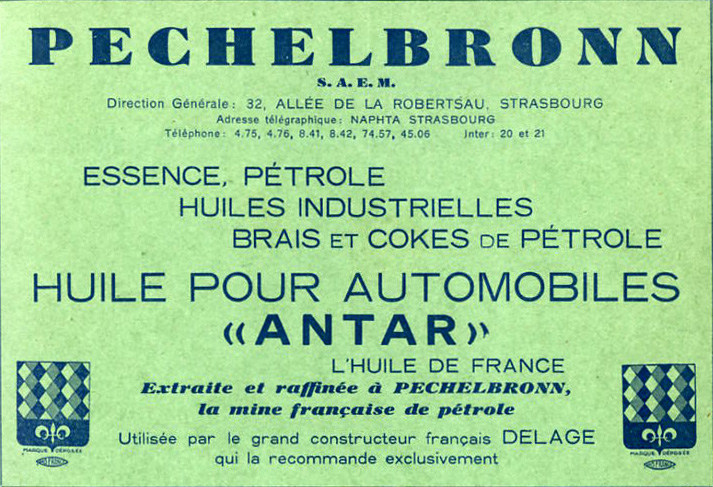
Publicité (La Vie en Alsace, 1933)

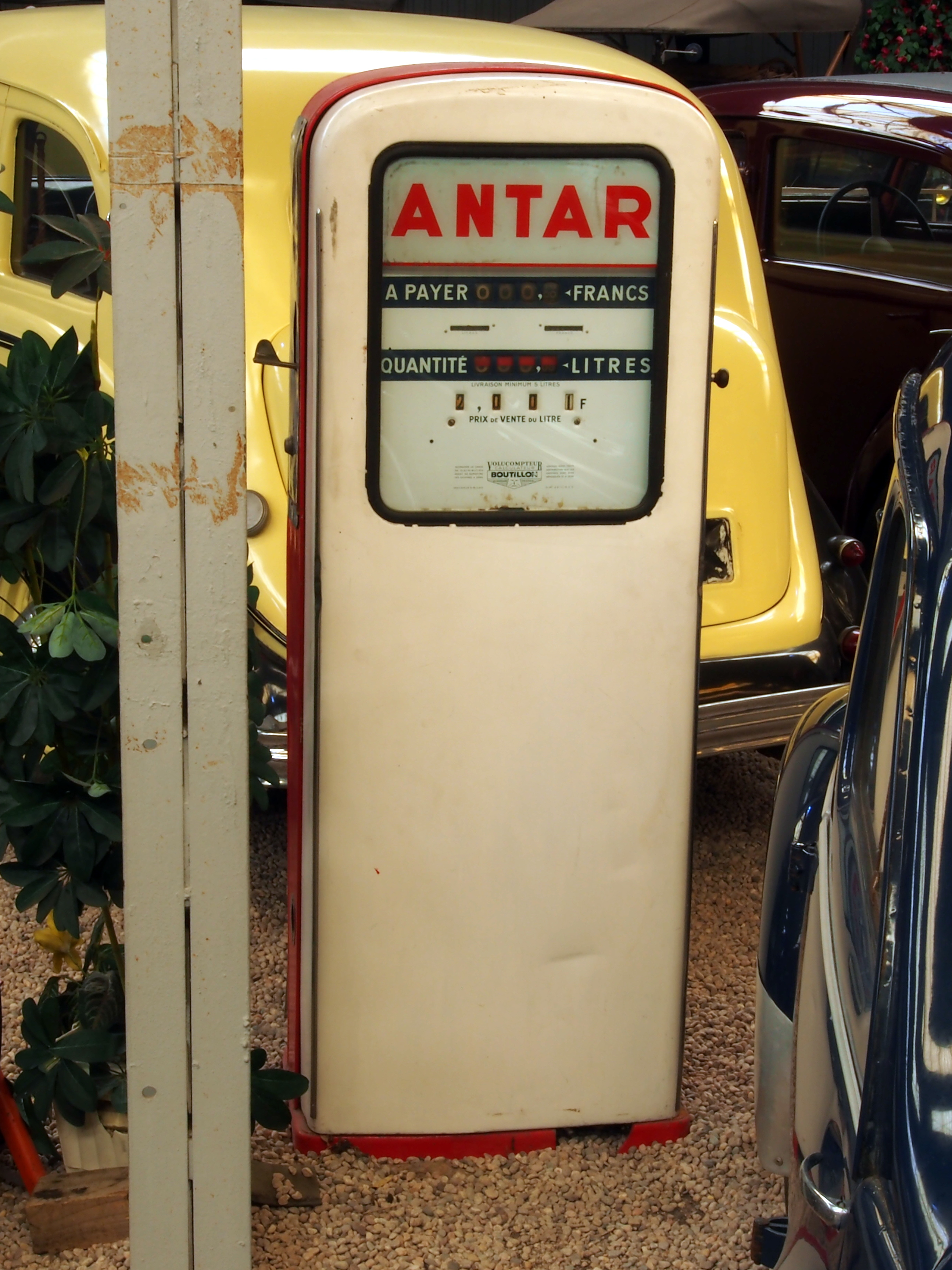
Pompe Antar des années 1950.

Louis Pierre Ancillon de La Sablonnière fonde en 1745 la mine de bitume de Merkwiller-Pechelbronn (Bas-Rhin, Alsace), qui a ensuite appartenu à Antar.
La Société anonyme d'exploitation minières Pechelbronn fonde en 1922 la Société alsacienne des carburants. Celle-ci commercialise en 1926 un lubrifiant, une huile industrielle, sous le nom d'Antar. La Société des huiles Antar (SHA) est constituée l'année suivante afin de distribuer des lubrifiants fabriqués par Pechelbronn. La même année, les frères Schlumberger réalisent une prospection électrique sur le site de Pechelbronn, ce qui constitue une première mondiale.
En 1939, le réseau de distribution des carburants Antar comporte 3 300 pompes en France, mais entre 1940 et 1945, la Guerre et l'Occupation sapent l'organisation d'Antar. 
En 1958, Il y a 11 677 appareils distributeurs de carburant Antar en France.
La raffinerie de pétrole de Merkwiller-Pechelbronn ferme définitivement en 1970. Une autre raffinerie Antar fonctionne de 1965 à 1979 à Vern-sur-Seiche (Ille-et-Vilaine) ; c'est aujourd'hui un dépôt Total.
En 1970, l'établissement public ERAP (Entreprise de recherches et d'activités pétrolières) prend le contrôle du groupe Antar, qui est alors intégré à Elf Aquitaine en 1976.
Le groupe Total absorbe le groupe Elf Aquitaine en 2000. La société Antar est dissoute le 6 juin 2005, la marque Antar reste toutefois présente dans le secteur des lubrifiants. L'année 2009 marque la fin de la vente des huiles sous la marque Antar.

## Présidents
- Guy-François Laroche (Vice-président-directeur général (1966) puis Président-directeur général (1969-1977) d’« Antar-Pétroles de l’Atlantique », Administrateur puis Président-directeur général (1970-1977) d’Antargaz)[3]